# ハウスランド社
株式会社ハウスランド社（はうすらんどしゃ）は、福岡県筑紫野市に本社を置く注文住宅、リフォーム、古民家再生を行う企業である。筑紫野市に古民家再生の住宅展示場がある。

## 概要
福岡県内を中心に、新築一戸建て注文住宅・リフォーム・古民家再生を設計・施工。
- 建設業許可:福岡県知事(般‐2)第94216号
- 一級建築士事務所:福岡県知事登録第１‐40173号
- 宅地建物取引業免許:福岡県知事(8)第12240号

## 沿革
- 1957年1月:三上工務店一級建築士事務所として創業。主に戸建を中心に住宅の設計・施工を手がける。
- 1987年5月:有限会社三上建築設計事務所として法人化（資本金1,000千円）
- 1992年7月:有限会社三上建築設計事務所 資本金3,200千円に増資
- 1992年8月:社名を有限会社ハウスランド社に商号変更
- 1997年8月:大分県由布市湯布院町川上にモデル別荘 建設
- 2001年5月:株式会社ハウスランド社に組織変更（資本金10,000千円）
- 2005年3月:筑紫野市吉木に古民家再生モデル住宅 和の家[吉木] 開設
- 2005年7月:筑紫野市吉木に自然素材すまい工房・吉木事務所 開設
- 2007年9月:有限会社三上建設を吸収合併（資本金20,000千円）
- 2010年7月:筑紫野市山口に「古民家スタジオ 風のくら」住宅デザイン研究所 開設
- 2023年5月:筑紫野市吉木に本社移転